# Sigedong (Bumijawa)
Sigedong is een bestuurslaag in het regentschap Tegal van de provincie Midden-Java, Indonesië. Sigedong telt 6487 inwoners (volkstelling 2010).